# Niculina Vasile
Niculina Vasile (născută Ilie; n. 13 februarie 1958) este o fostă atletă română, specializată în sărituri în înălțime.

## Carieră
Sportiva a fost de trei ori campioană națională, în 1981, 1982 și 1984. Primul rezultat notabil pe plan internațional a fost locul 12 la Campionatul European de Juniori din 1975. La Jocurile Balcanice a obținut o medalie de argint și patru medalii de bronz.
În anul 1979 a participat pentru prima dată la Universiada. La ediția din 1981, la București, a obținut locul șapte și la Universiada din 1983 s-a clasat pe locul nouă. În același an a participat la Campionatul Mondial de la Helsinki fără să ajungă în finală. În anul 1984 ea a participat la Jocurile Olimpice de la Los Angeles unde s-a clasat pe locul 11.
Recordul personal este 1,98 m, stabilit la București în 1985.

## Realizări
| An   | Competiție                      | Locație                    | Loc | Note |
| ---- | ------------------------------- | -------------------------- | --- | ---- |
| 1975 | Campionatul European de Juniori | Atena, Grecia              | 12  | 1,70 |
| 1979 | Universiada                     | Ciudad de México, Mexic    | 13  | 1,70 |
| 1981 | Universiada                     | București, România         | 7   | 1,88 |
| 1983 | Universiada                     | Edmonton, Canada           | 9   | 1,87 |
| 1983 | Campionatul Mondial             | Helsinki, Finlanda         | 19  | 1,84 |
| 1984 | Jocurile Olimpice               | Los Angeles, Statele Unite | 11  | 1,85 |